# Estação Ferroviária da Rotunda
Rotunda é uma interface ferroviária de Luanda, Angola.

## Serviços
A interface é servida por comboios suburbanos.